# كتاب نعت الحيوان
كتاب نعت الحيوان هو مخطوط من القرن الثالث عشر ضمن تقاليد المؤلف المسيحي النسطوري عبيد الله بن بختيشوع (980–1058). المخطوط موجود في المكتبة البريطانية (Or. 2784). يعتبر من أقدم المخطوطات المرسومة التي تتناول موضوع الحيوانات، بين المخطوطات العربية والفارسية المعروفة. هو عمل من فترة العباسيين، حوالي عام 1225، وربما من بغداد، لكن التاريخ أو مكان الإنتاج أو مؤلف هذا المخطوط (الرسام والخطاط) غير معروف. يصف جامع الكتاب نيته، فيقول:
تُعرض شخصيات السلطة في الصور التوضيحية 3 و 4، حيث يظهر "الأمير الحاكم" مع حراسه المسلحين و"الأمير العالم". يرتدي حراس "الأمير الحاكم" ملابس عسكرية تركية، بما في ذلك نوع من غطاء الرأس التركي شربوش والأحذية. تساعد هذه العناصر في تمييز الزي الرسمي عن الزي العربي، كما ظهر أيضًا في مخطوطات مقامات الحريري. يرتدي أحد الحراس في الصورة التوضيحية 4 زيًّا عربيًّا غير عسكري، يتضمن عمامة وغلالة طويلة مع سروال أبيض فضفاض ونعال سوداء.

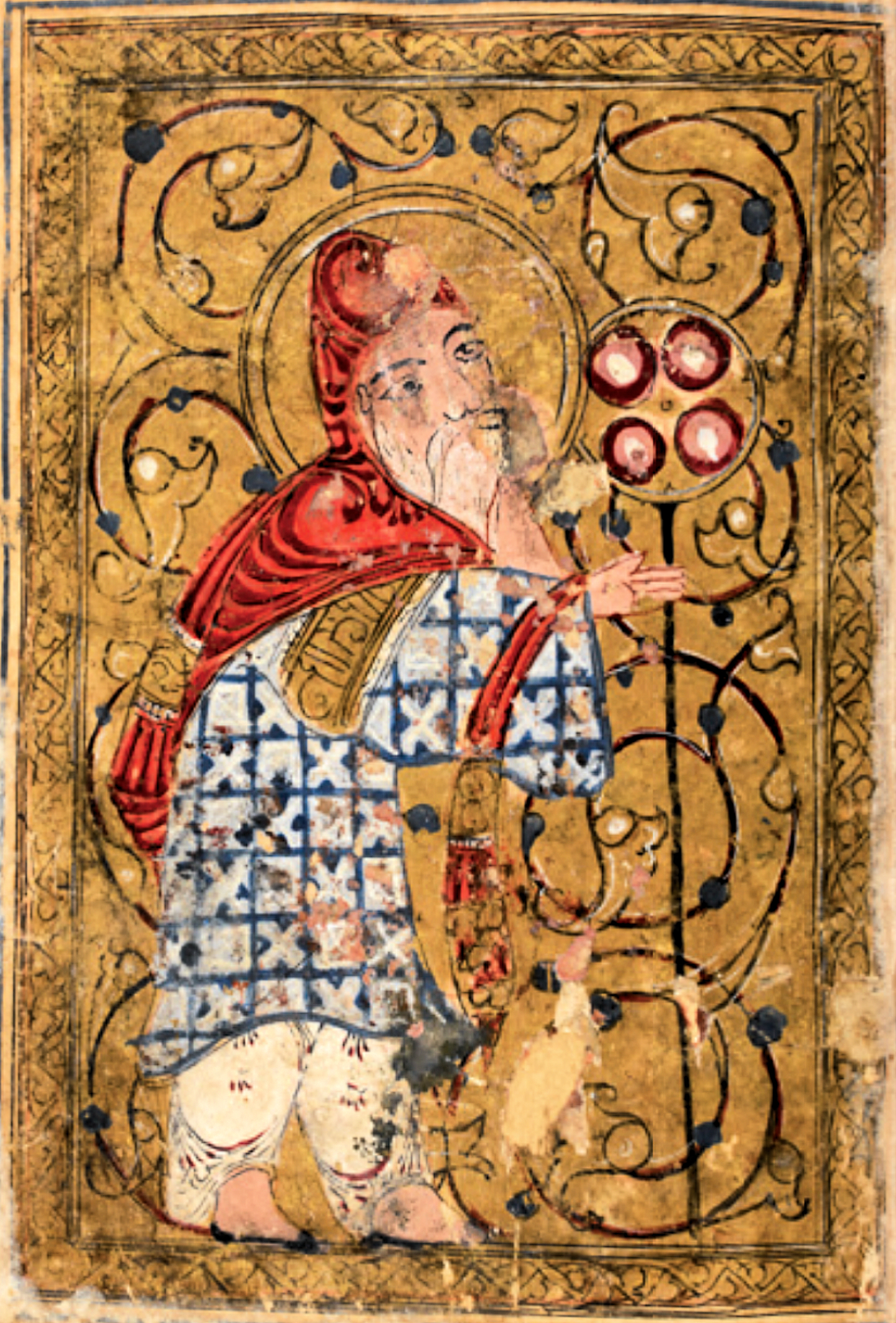
الصفحة التوضيحية 2. الحكيم ممسكًا بالمروحة
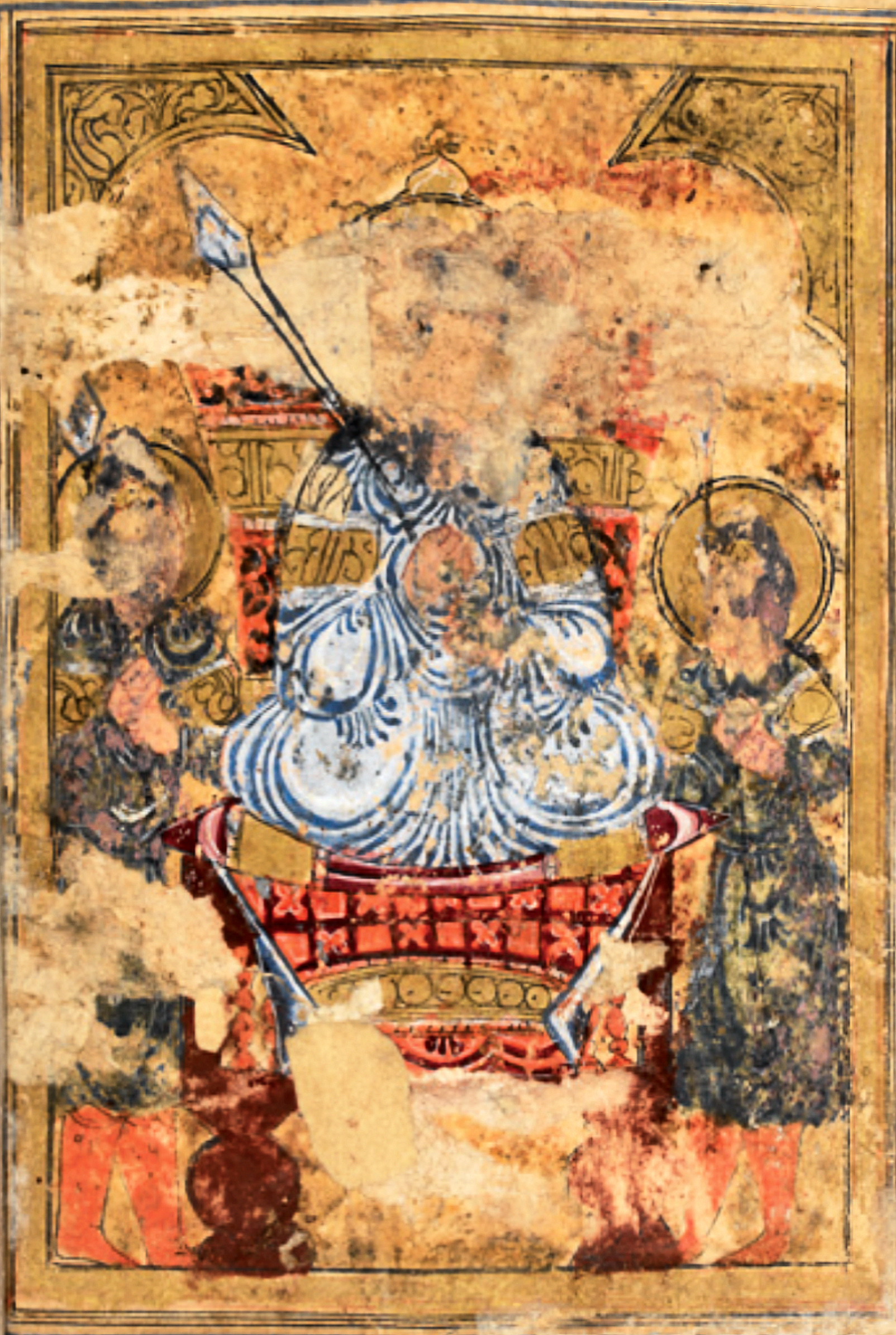
الصفحة التوضيحية 3. الأمير الحاكم مع التاج، جالسًا على العرش مع حارسين على الطراز التركي.
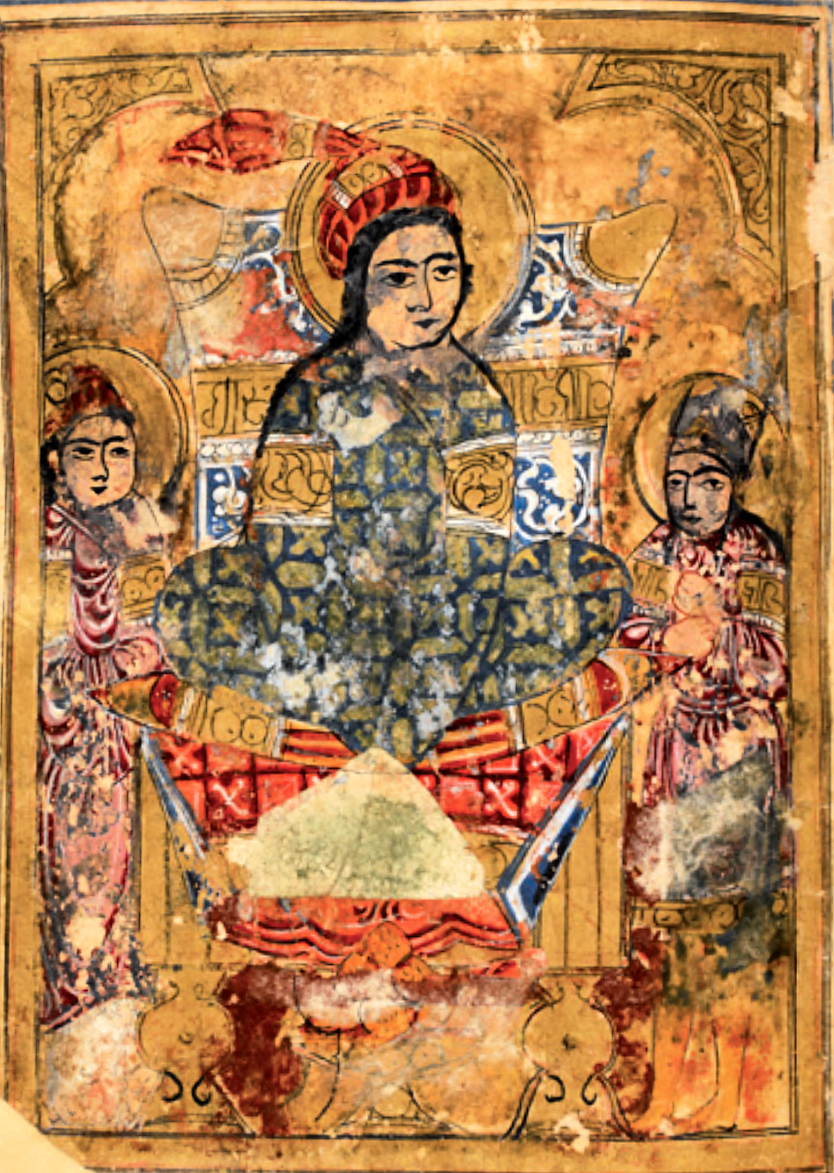
الصفحة التوضيحية 4. الأمير العالم مع عمامة، جالسًا على العرش مع حارسين.
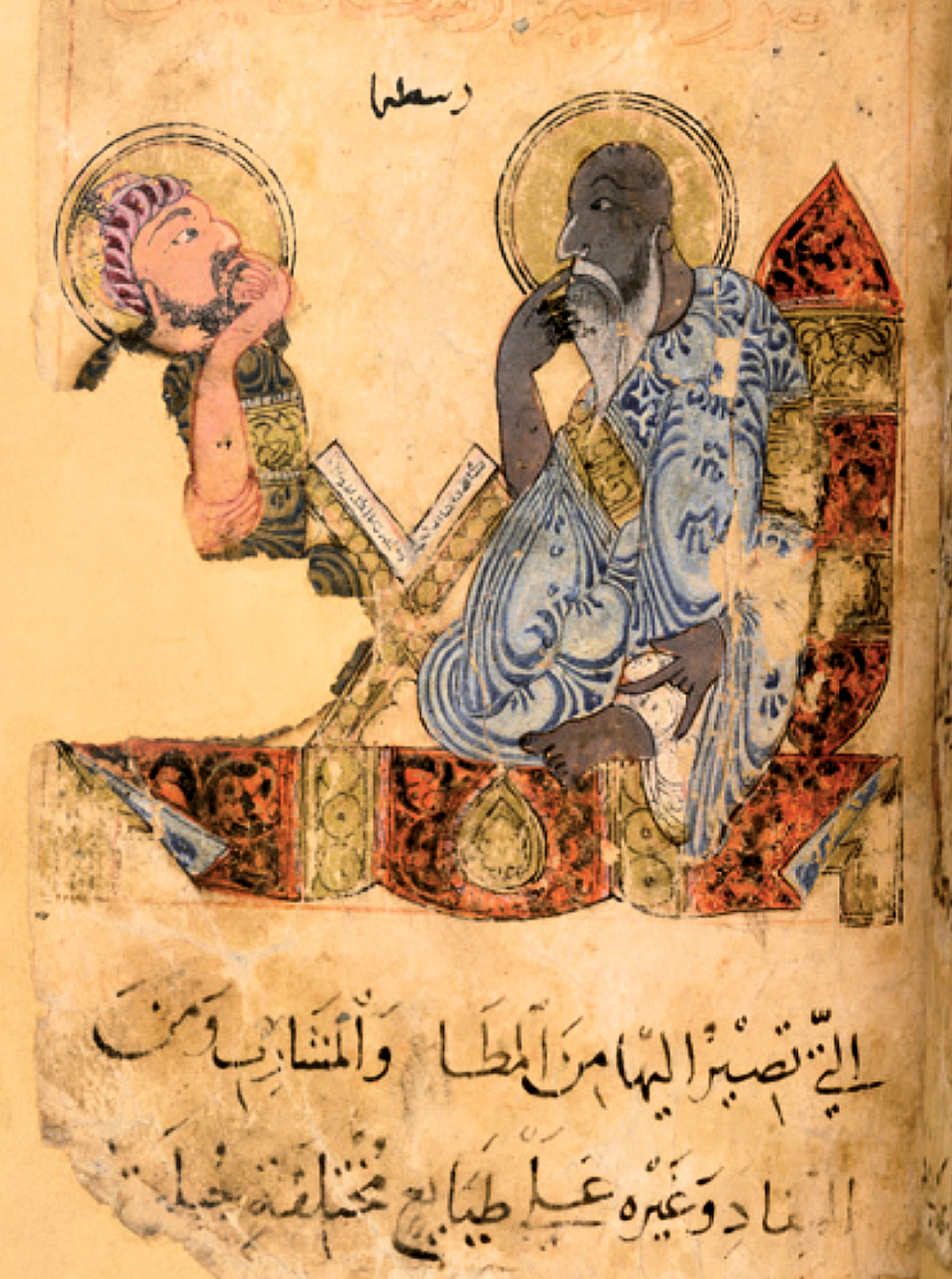
طالب جالس مع أرسطو (على اليمين). تمثيل إلى «صورة الحكيم أرسطو».
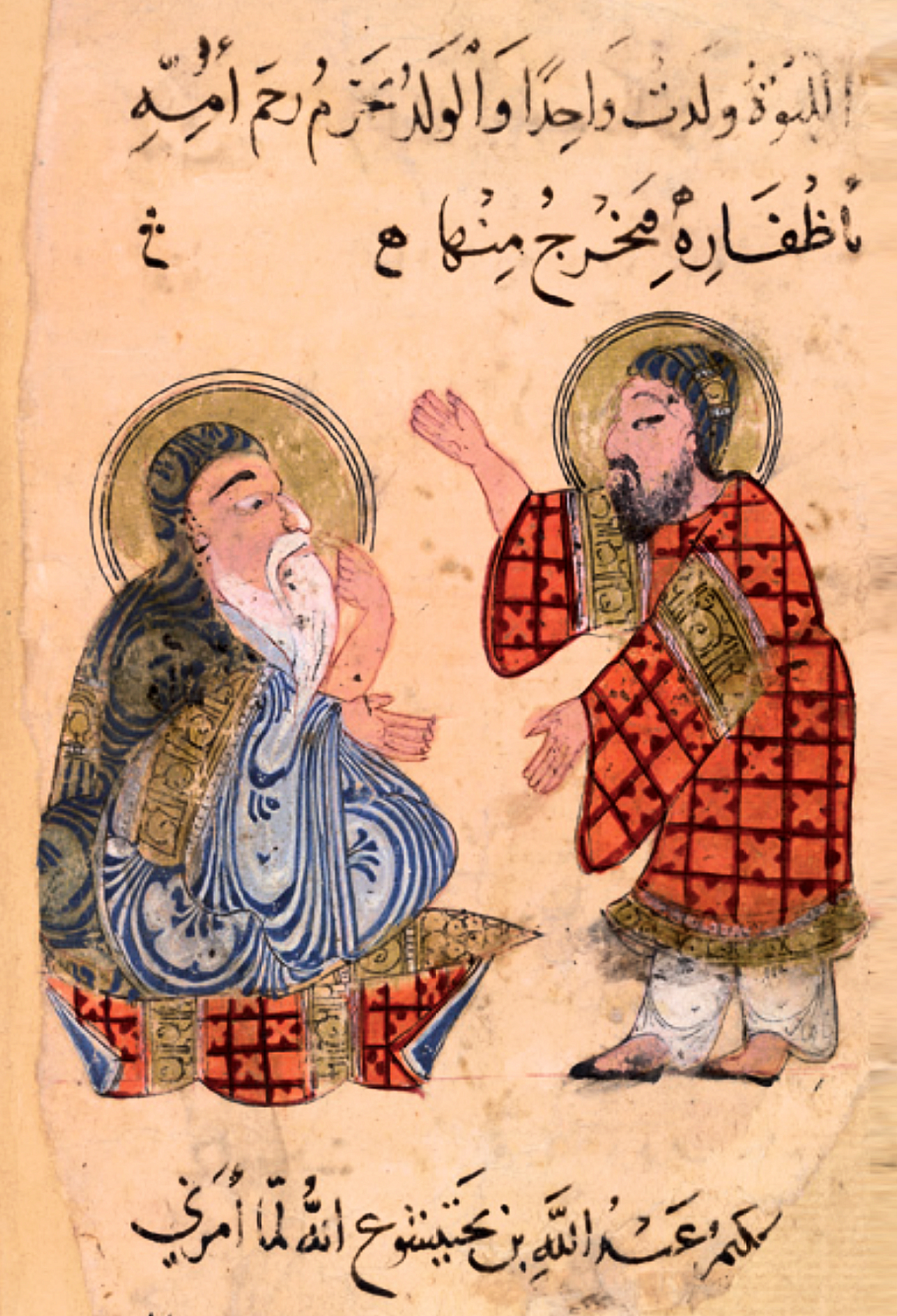
ابن بختيشوع مع تلميذ.
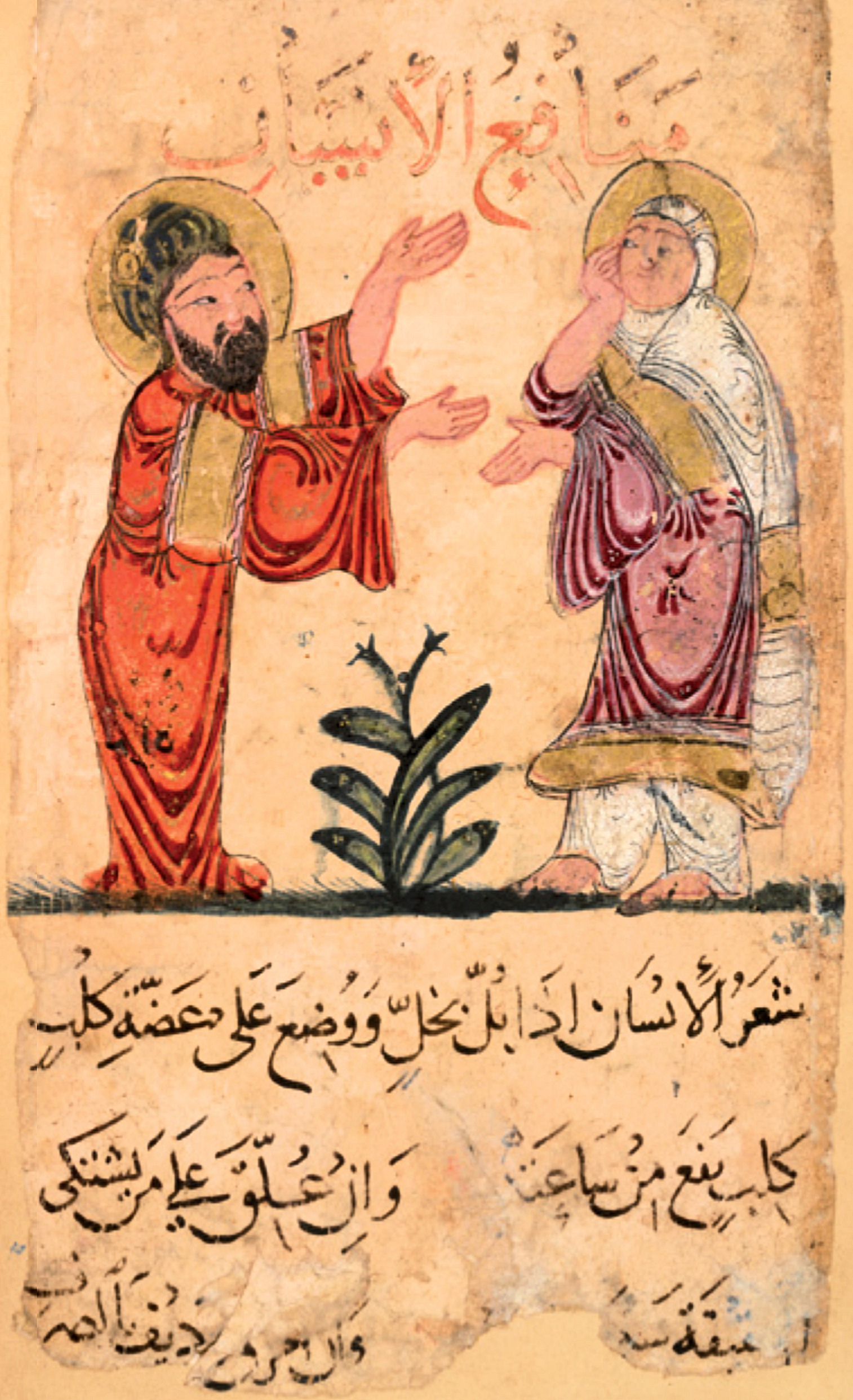
رجل وامرأة
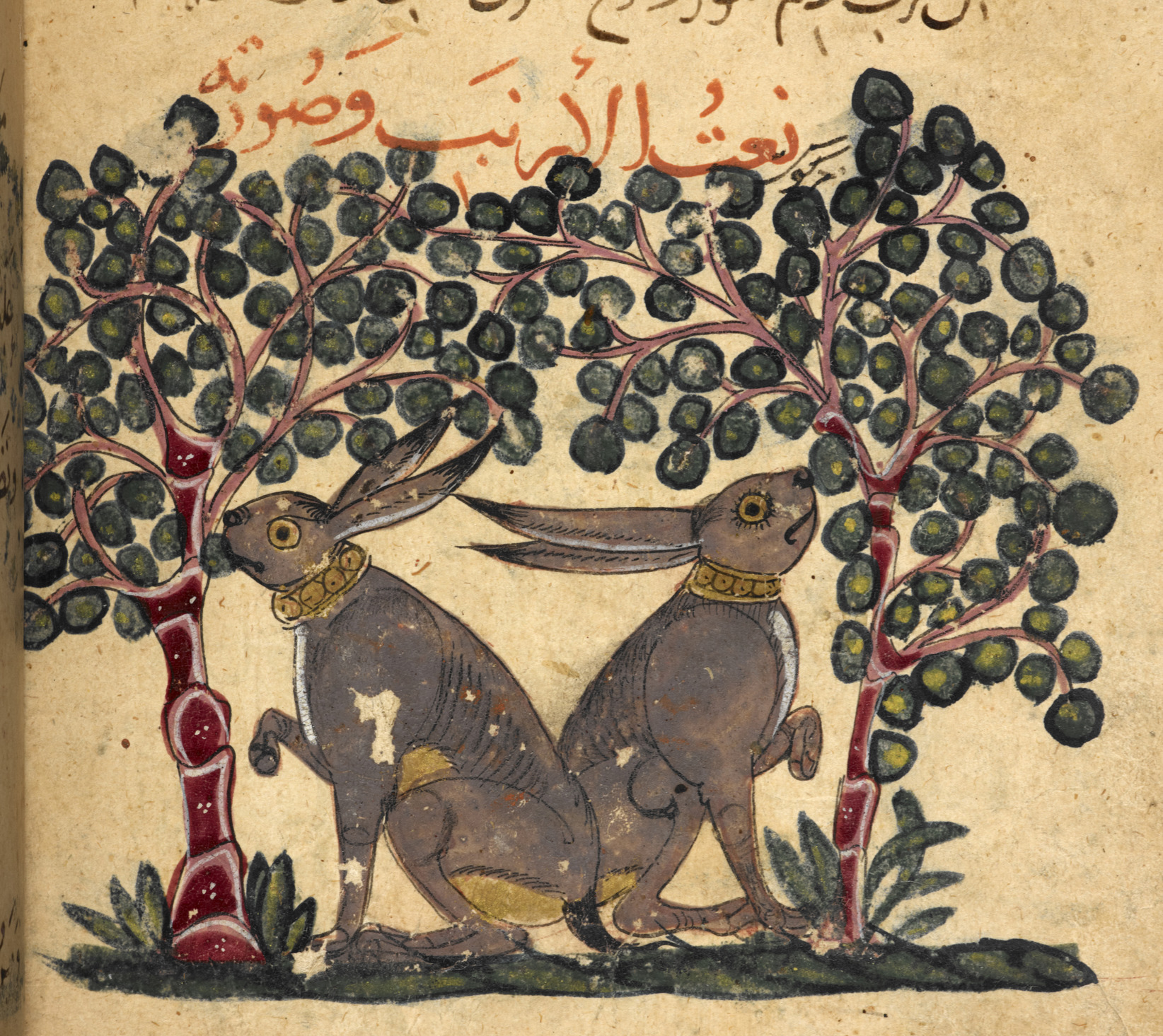
أرنبان يأكلان التوت